# ファイナル・プロジェクト
『ファイナル・プロジェクト』（原題：警察故事4之簡單任務、英語題：First Strike）は1996年公開の、ジャッキー・チェン主演のアクション映画。

## 概要
邦題には「プロジェクト」とつくが、『プロジェクトA』シリーズではなく『ポリス・ストーリー/香港国際警察』シリーズの4作目である。ジャッキーが演じる「チェン・カクー(陳家駒)」やトン・ピョウが演じる「チョー(驃叔)」など前作までの設定と世界観は引き継いでいるものの、本編内では一貫して「チェン・カクー」ではなく「ジャッキー」、「チョー」ではなく「ビル」と英語名で呼称されている。唯一、本編冒頭の車内での2人の会話内でのみ「(チェン・)カクー」と中国名で呼称される。一般的に香港人は本名の中国名の他に英語名を持つことが多いが、日本では馴染みの習慣ではないために一部書籍では前3作とは別世界観と誤認しているものもある。なお前作まですべてに出演していたジャッキーの恋人のメイ役のマギー・チャンも出演しておらず、前作までとのストーリー的な繋がりはほぼない。
中国やマレーシアでロケを行った前作『ポリス・ストーリー3』に続き、本作ではウクライナやオーストラリアでロケを行った国際的スケールの作品となっている。ジャッキーは本作から2年後に『ラッシュアワー』の出演が控えており、その為、ハリウッドと大きくコミットメントした内容になっている。

## ストーリー
香港警察の刑事ジャッキー（ジャッキー・チェン）は、長年の付き合いであるビル（トン・ピョウ）の指示でCIAの捜査に協力し、ウクライナ国籍のナターシャ（グリシャ・エヴァ・ノナ）を尾行するように命じられる。ビルはジャッキーに「彼女をウクライナまで尾行するだけでいいから」と告げられ、同地で休暇を過ごすことを考える。ウクライナに到着したジャッキーはCIA捜査官のマーク（ジョン・イーブス）とウクライナ国家公安部に報告を済ませて休暇を満喫するために街中に向かうが、途中で軍人たちに囲まれたナターシャを見かける。ナターシャはウクライナの特殊部隊に連行され、核爆弾の密輸を企むツイ（ジャクソン・ルー）と合流する。
ナターシャとツイを尾行するジャッキーはスキー場に迷い込み、ツイとロシアンマフィアの密会場に辿り着く。そこにジャッキーの報告を受けたマークと国家公安部の部隊が到着して核爆弾を巡って銃撃戦となるが、ツイは行方をくらまし、ジャッキーも負傷する。ジャッキーは陸軍病院に搬送され、FSBのイゴーロフ大佐（ユーリ・ペトロフ）と共にツイを拘束するためオーストラリアのブリスベンに向かう。ジャッキーはツイの妹アニー（アニー・ウー）と接触し、ツイの居場所を探るため兄妹の父と面会するが、居場所を掴むことは出来なかった。イゴーロフはアニーを監視するようにジャッキーに指示する。ジャッキーは彼女を尾行しようとするが、そこにツイが現れ丸裸にされてしまう。ツイはジャッキーを利用してイゴーロフに連絡を取り、核爆弾の引き渡しの相談をする。ツイはジャッキーに、イゴーロフの正体がロシアンマフィアのボスであることを伝え、イゴーロフに注意するように警告して立ち去る。
真相を知ったジャッキーは、イゴーロフに捜査から降りると伝える。しかし、その日の夜にツイの父が殺され、防犯カメラの映像からジャッキーが犯人だと疑われる。手配されたジャッキーは誤解を解くためアニーの元に行くが、父殺しだと誤解され彼女の仲間に襲われる。そこにツイが現れ誤解を説き、ジャッキーはツイに核爆弾の売買を止めるように説得するが、ツイは自分がCIAと旧KGBの二重スパイだったことを伝え、家族と離ればなれになった自分にとって金だけが救いだとして説得を受け付けなかった。しかし、アニーに話を聞かれ、彼女の悲しむ姿を見て考えを変え、イゴーロフと決着を付けようとする。
父の葬式の日、ツイはイゴーロフと対峙するが、イゴーロフの部下にアニーを人質に取られてしまう。ジャッキーがアニーを助け出し形勢が逆転して銃撃戦が始まり、ジャッキーはアニーと共に核爆弾がある水族館に向かう。二人は核爆弾を回収するため水槽に潜るが、追ってきたイゴーロフの部下と格闘戦となる。業を煮やしたイゴーロフが水槽のガラスを撃ち抜いたため水族館は混乱し、その隙にイゴーロフはアニーと核爆弾を手に入れてクルーザーで国外に脱出しようとする。ジャッキーは車に乗り込みクルーザーに突進してイゴーロフを逮捕し、核爆弾の回収に成功する。

## キャスト
| 役名           | 俳優                   | 日本語吹替 | 日本語吹替   | 日本語吹替 |
| 役名           | 俳優                   | ソフト版   | フジテレビ版 |            |
| -------------- | ---------------------- | ---------- | ------------ | ---------- |
| ジャッキー     | ジャッキー・チェン     | 石丸博也   | 石丸博也     |            |
| ツイ           | ジャクソン・ルー       | 田中正彦   | 大塚芳忠     |            |
| アニー         | アニー・ウー           | 小林さやか | 折笠愛       |            |
| ビル署長       | トン・ピョウ           | 峰恵研     | 富田耕生     |            |
| イゴーロフ大佐 | ユーリ・ペトロフ       | 池田勝     | 羽佐間道夫   |            |
| アンジェロ     | ガーヴィン・クロス     | 家中宏     |              |            |
| ナターシャ     | グリシャ・エヴァ・ノナ |            | 金野恵子     |            |
| マーク         | ジョン・イーブス       |            | 小杉十郎太   |            |
|                | ロッキー・ライ         |            |              |            |
|                | アイレン・シト         |            |              |            |
| 香港警察       | ロー・ワイコン         |            |              |            |
|                | ウィリアム・ダン       |            |              |            |
|                | チェン・ウェイタオ     |            |              |            |

- ソフト版：DVD収録、BD未収録

その他：神谷和夫、小島敏彦、稲葉実、仲野裕、野沢由香里、喜多川拓郎、中田和宏、石波義人、伊藤栄次、成田剣、宝亀克寿、湯屋敦子、柳沢栄治、岡本章子、米本千珠、大黒和広、松谷彼哉、小川智子
- フジテレビ版：初回放送 1998年4月11日『ゴールデン洋画劇場』

その他：千田光男、中田和宏、福田信昭、宝亀克寿、若本規夫、幹本雄之、筒井巧、大友龍三郎、水原リン、大坂史子、大黒和広、小林優子、亀井芳子、松下亜紀、青柳ミエ、宇垣秀成、本田貴子、西村朋紘
2018年冬に両バージョンの吹替音声を収録した「吹替の力」シリーズ『【初回限定生産】ファイナル・プロジェクト 日本語吹替音声追加収録版 ブルーレイ』が発売される予定だったが中止となっている。

## スタッフ
- 監督：スタンリー・トン
- 脚本：スタンリー・トン/ニック・タラモンテン/エリオット・トン
- 製作総指揮：レナード・ホー
- 製作：バービー・タン
- アクション監修：スタンリー・トン、ジャッキー・チェン

### 日本語版制作スタッフ
- 日本語字幕：岡田壯平

| 役職 | ソフト版 | フジテレビ版                  |
| ---- | -------- | ----------------------------- |
| 演出 |          | 松川陸                        |
| 翻訳 | 久保善昭 | 平田勝茂                      |
| 調整 |          | 長井利親                      |
| 効果 |          | 南部満治                      |
| 制作 |          | ニュージャパンフィルム        |
| 担当 |          | 山形淳二 魏治康（フジテレビ） |

## 作品解説
ブリスベンの水族館でイゴーロフ率いるロシアンマフィアとの水中対決シーンの中で、複数のサメはロボットであるがそのうちの一匹が本物であった。
エンディング曲に、シリーズ1作目および2作目（日本公開版のみ）同様「英雄故事」が使用されている。ただし新録音されたニュー・アレンジ・バージョンである。

## バージョン違い
日本版ビデオは「日本公開版」のほかに、アメリカ公開バージョンが『ファイナル・プロジェクト（US公開版）』のタイトルで字幕版のみ発売された。日本版DVDは日本公開版で、「アジア版」がセットで付属された2枚組のスペシャル・エディションもある。日本版Blu-rayはアメリカ公開バージョンのみである。